# 이기대 도시자연공원

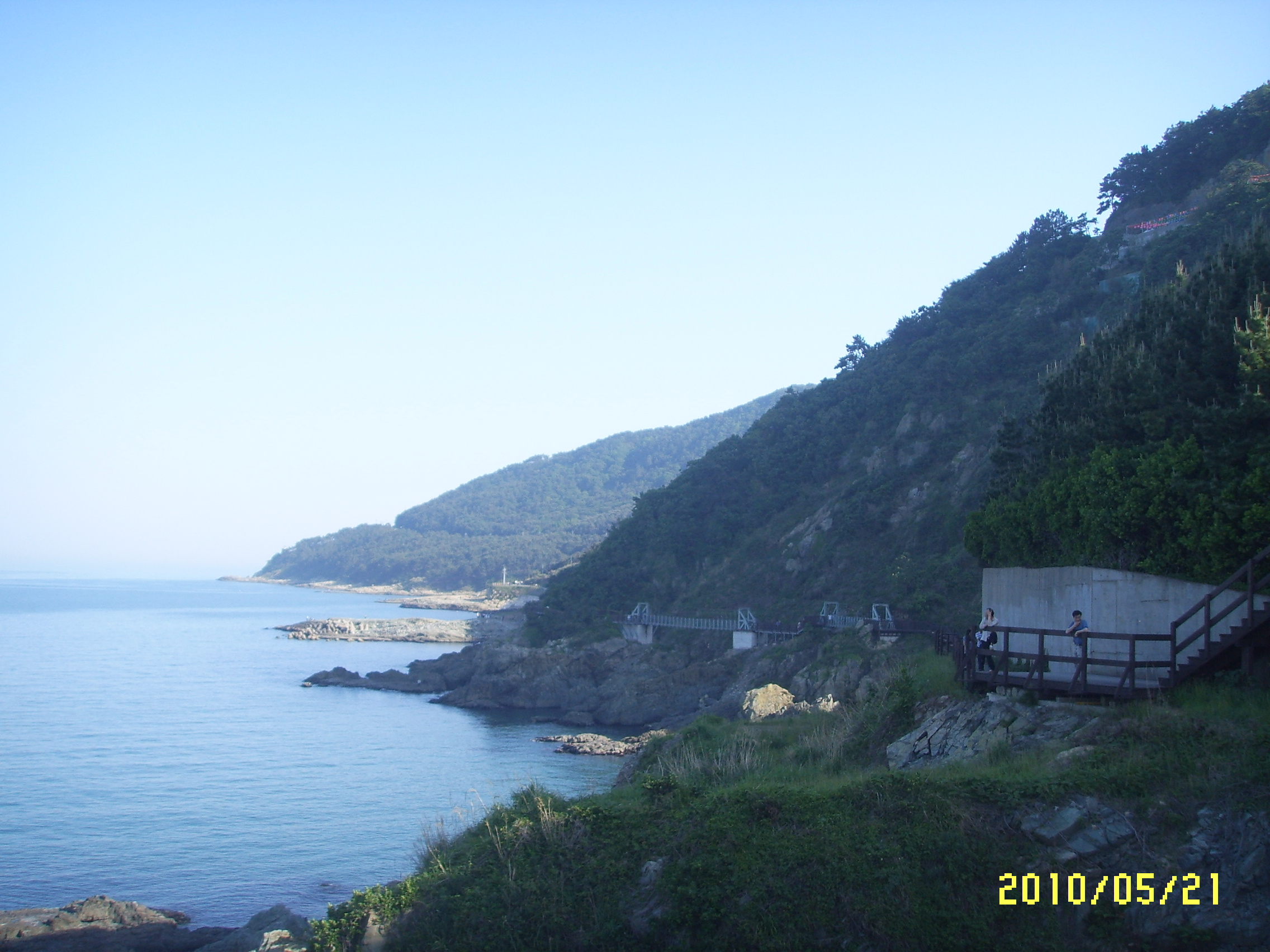
이기대 공원 산책로

이기대 도시자연공원(二妓臺都市自然公園) 약칭 이기대공원(二妓臺公園)은 부산광역시 남구 이기대공원로 105-20 (용호동)에 위치한 공원이며, 흔히 '이기대'라고 부르나, 정식 명칭은 이기대 도시자연공원이다. 

## 개요
이기대공원은 해안 일대에 걸쳐 특이한 모양의 암반들이 약 4km정도로 이루어져 있다. 광안대교의 조망 및 사진 촬영 장소로도 이용된다. 현재 환경 파괴로 논란이 되고 있으며, 이기대 공원 산책로에 만들어진 휴게소는 특혜 의혹이 일고 있다.

## 지질
남구 용호동에 위치한 이기대 도시자연공원은 약 8~7천만 년 전 유천층군 화산활동의 결과물인 안산암질의 화산암류 안산암질 화산각력암(Kanb)와 응회질퇴적암이 넓게 분포하고 있다. 이기대 전역에 폭넓게 분포하는 유천층군 화산암류는 안산암질 화산각력암, 응회각력암, 응회암 그리고 용암류 등의 다양한 화산암들로 이루어져 있다.

## 유래
이기대(二妓臺)의 명칭에 대해서는 세 가지 설이 존재한다.
《동래영지》(東萊營誌)에 의하면, 좌수영 남쪽으로 15리에 '두 명의 기생(二妓)'의 무덤이 있어 이기대라고 부른다고 하였다.
수영의 향토사학자 최한복에 의하면 임진왜란 때 일본군들이 경상좌수영성지를 함락시키고는 부근의 경치 좋은 곳에서 축하잔치를 열었는데 그때 수영의 의로운 기녀가 자청해서 잔치에 참가하여 왜장에게 술을 잔뜩 권하여 술에 취하게 한 후 왜장을 안고 물속에 떨어져 죽었다는 것인데 그래서 이기대(二妓臺)가 아닌 의기대(義妓臺)가 맞는 이름이라고도 하였다 한다. 그런데 이기대의 명칭은 공부(公簿)라고 할 수 있는 동래영지에서 이미 150여년 전에 종전의 기록을 근거로 이기대라고 하였으니 가장 설득력이 있다고 할 수 있다.
경상좌수사가 두 기생을 데리고 놀아서 이기대라고 하였다는 말도 있으나 옛날 큰 벼슬을 한 관리들은 가는 곳마다 기생놀이를 했고 그래서 이기대라고 했다는데 근거 없는 말이 아닐 수는 없으나 천민에 속했던 두 기생의 무덤이 있다고 경관이 빼어난 곳의 이름을 그렇게 지었다는 것도 납득하기 어렵다는 것도 일반적인 견해이다.

## 기타
영화 해운대의 촬영 장소이기도 하다.
드라마 적도의 남자의 촬영지 이기도 하다.

## 사진

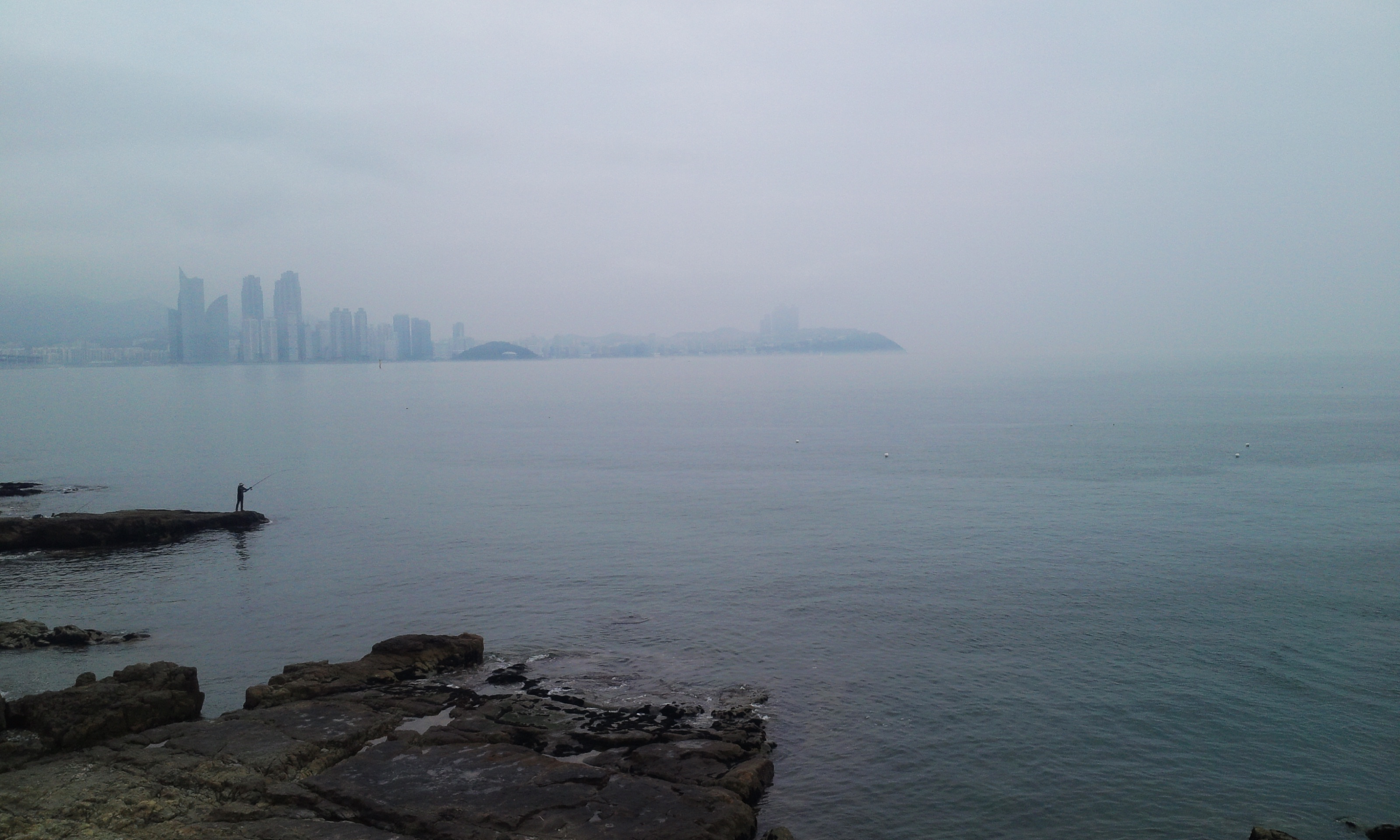
이기대도시자연공원에서 바라본 동백섬(중)과 해운대구